# Каран (остров)
Каран, или Джазират-эль-Киран (араб. جزيرة كران‎) — остров у побережья Саудовской Аравии, в 60 км к северу от города Эль-Джубайль, к западу от острова Эль-Арабия, к юго-западу от острова Фарси. Представляет собой коралловый риф длиной 2100 м и шириной 640 м, высотой до 1,5 м. Являлся предметом территориальных споров между Ираном и Саудовской Аравией в 1960-х годах, по итогам соглашения 1968 года Каран вместе с Эль-Арабия отошёл Саудовской Аравии, а Фарси — Ирану.